# Peter Jacobson
Peter S. Jacobson (Chicago, 24 maart 1965) is een Amerikaans acteur. Hij werd samen met de gehele cast van de film Good Night, and Good Luck genomineerd voor een Screen Actors Guild Award in 2006 en nogmaals in 2009 samen met de cast van de televisieserie House. Daarin speelde hij van oktober 2007 tot en met september 2009 veertig afleveringen Dr. Chris Taub.
Jacobson verscheen in 1994 voor het eerst in een film, als televisieverslaggever in It Could Happen to You. Drie jaar en vijf films later had hij voor het eerst een rolletje te pakken waarin zijn personage daadwerkelijk een naam had, als Goldberg in Woody Allens Deconstructing Harry. Inmiddels speelde hij in meer dan 25 titels.
Jacobson speelde daarnaast wederkerende personages in verschillende televisieseries. De meest omvangrijke daarvan was die van Dr. Chris Taub in House. Deze verschijnt ten tonele aan het begin van het vierde seizoen, wanneer hoofdpersonage Gregory House (Hugh Laurie) een nieuw team moet samenstellen. Dit nadat de leden van het originele allemaal werden ontslagen dan wel opstapten aan het eind van het voorgaande seizoen.

## Filmografie
*Exclusief televisiefilms
| - Smile 2 (2024) - Cars 2 (2011, stem) - The Midnight Meat Train (2008) - What Just Happened? (2008) - Transformers (2007) - Purple Violets (2007) - The Memory Thief (2007) - The Passage (2006) - Failure to Launch (2006) - Domino (2005) - Good Night, and Good Luck (2005) - Showtime (2002) - Pipe Dream (2002) - Get Well Soon (2001) - Roomates (2001) - Looking for an Echo (2000) | - Cradle Will Rock (1999) - Hit and Runway (1999) - A Civil Action (1998) - Mixing Nia (1998) - Great Expectations (1998) - A Price Above Rubies (1998) - As Good as It Gets (1997) - Deconstructing Harry (1997) - Conspiracy Theory (1997) - Commandments (1997) - Private Parts (1997) - Ed's Next Move (1996) - It Could Happen to You (1994) |

## Televisieseries
*Exclusief eenmalige gastrollen
- Fear the Walking Dead - Rabbi Jacob Kesner (2019-2022, dertien afleveringen)
- NCIS: Los Angeles - John Rogers (2018-2019, tien afleveringen)
- Colony - Alan Snyder (2016-2018, 36 afleveringen)
- House - Dr. Chris Taub (2007-2012, 96 afleveringen)
- The Starter Wife - Kenny Kagan (2007, zes afleveringen)
- The Lost Room - Wally Jabrowski (2006, drie afleveringen)
- In Justice - Yarmulke Jake (2006, vijf afleveringen)
- Law & Order - Randolph J. 'Randy' Dworkin, Esq. (1994-2006, vier afleveringen)
- Hope & Faith - Aaron Melville (2005, twee afleveringen)
- Bull - Josh Kaplan (2000-2001, vijf afleveringen)

- Bibsys: 11077453
- Gemeinsame Normdatei: 139779450
- Library of Congress Control Number: no2002112565
- Nationale Bibliotheek van Israël: 987007432658805171
- Virtual International Authority File: 5911149068458365730007